# 臺灣新獵蝽
臺灣新獵蝽（学名：Neocentrocnemis formosana）为獵蝽科新獵蝽屬下的一个种。